# 麻田藩
麻田藩（あさだはん）は、摂津国豊島郡麻田村の麻田陣屋（現在の大阪府豊中市蛍池）を居所とした藩。大坂の陣後に青木一重が入封して成立。外様大名に分類される青木家が14代255年続いて廃藩置県を迎えた。存続期間のほとんどにおいて表高は1万石。
本記事では、廃藩後に置かれた麻田県（あさだけん）についても言及する。

## 歴史

### 前史

#### 藩祖・青木重直
麻田藩の藩祖とも表現される青木重直は美濃国に生まれ、当初は守護大名の土岐頼芸に、次いで斎藤道三に仕えた。その後、織田信長・豊臣秀吉に仕え、文禄2年（1593年）に摂津国豊島郡の牧荘（現在の大阪府箕面市）で1400石を宛行う朱印状が発給された。文禄4年（1595年）には摂津国莵原郡の筒井村（現在の兵庫県神戸市）で360石余が加増され、合計1700石余を知行した。重直は剃髪後に刑部卿法印と呼ばれ、慶長18年（1613年）に大坂において86歳で没した。遺領は一重が継いだ。

#### 大坂の陣までの青木一重

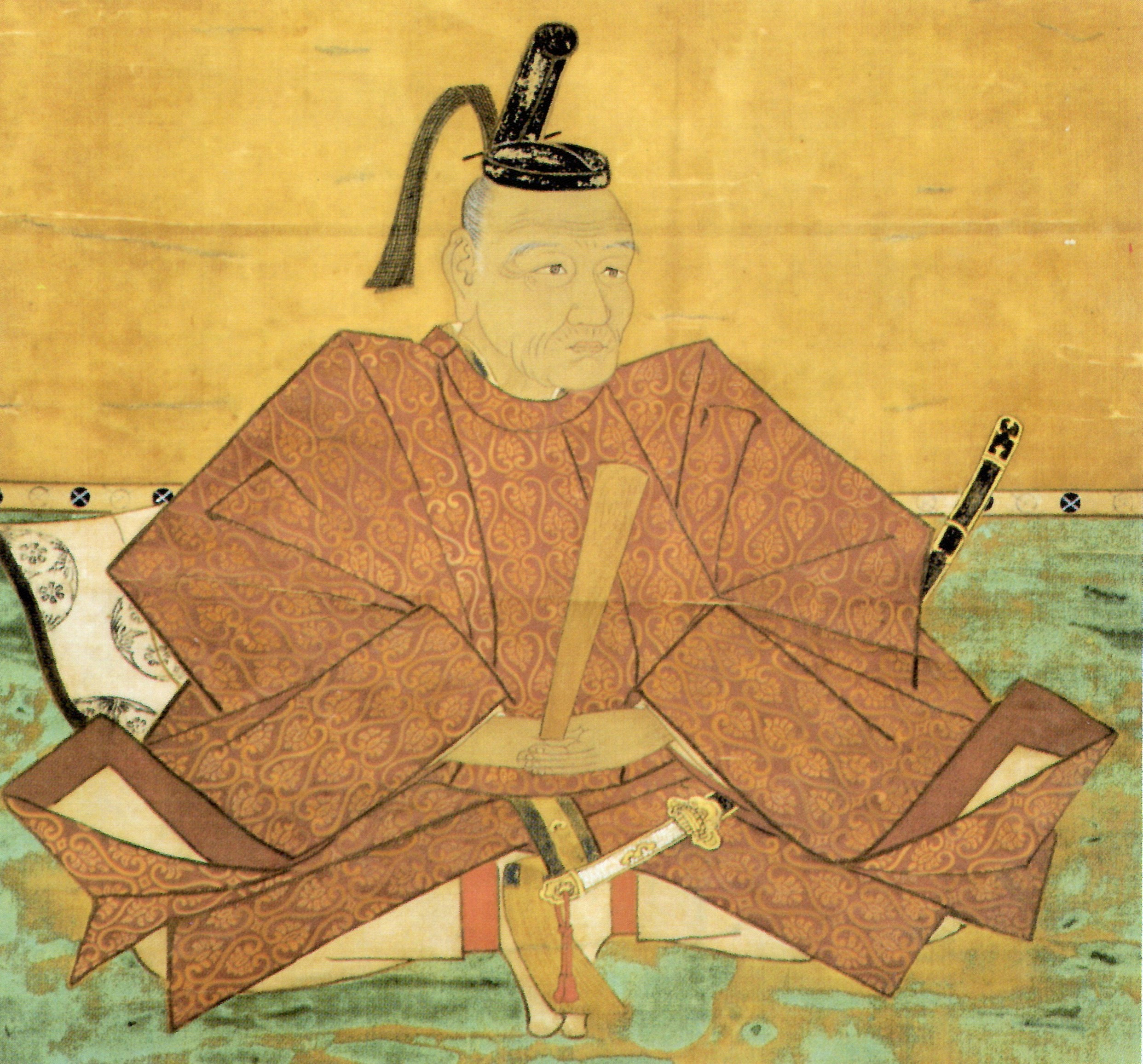
青木一重

重直の子である一重は、当初今川氏真に仕えて武名を挙げた。今川家没落後は遠江国掛川で隠棲していたが、元亀元年（1570年）に武名を聞き及んだ徳川家康に召し出され、同年の姉川の戦いで真柄十郎（真柄直隆の子）を討った。元亀3年（1572年）の三方ヶ原の戦いでは高天神城の抑えに当たった。
元亀3年（1572年）に「ゆへありて」徳川家を去り、織田信長の家臣・丹羽長秀に仕えた。天正11年（1583年）以後豊臣秀吉の直臣となり、使番となって黄母衣衆に列した。天正13年（1585年）に摂津国豊島郡内に所領（豊島荘3100石）を与えられ、また、伊予国（27か村）・備中国（6か村）で加増を受け、1万石の大名となった。のち、豊臣秀頼の下で七手組の頭の一人となった。上述の通り、慶長18年（1613年）の父の死に伴い遺領1700石余を継いだ。
大坂冬の陣後の慶長20年/元和元年（1615年）1月、和議成立後の謝礼の使節として駿府に赴き、豊臣秀頼の言葉を伝えた。返答は京都で行うと伝えられたため、家康の上洛に従って京都に同行したところ、同地で拘留された（徳川家に仕えていた弟の青木可直を殺害すると脅されたという）。このため大坂落城の際には京都に在った。一重は剃髪した。

### 藩史

#### 立藩

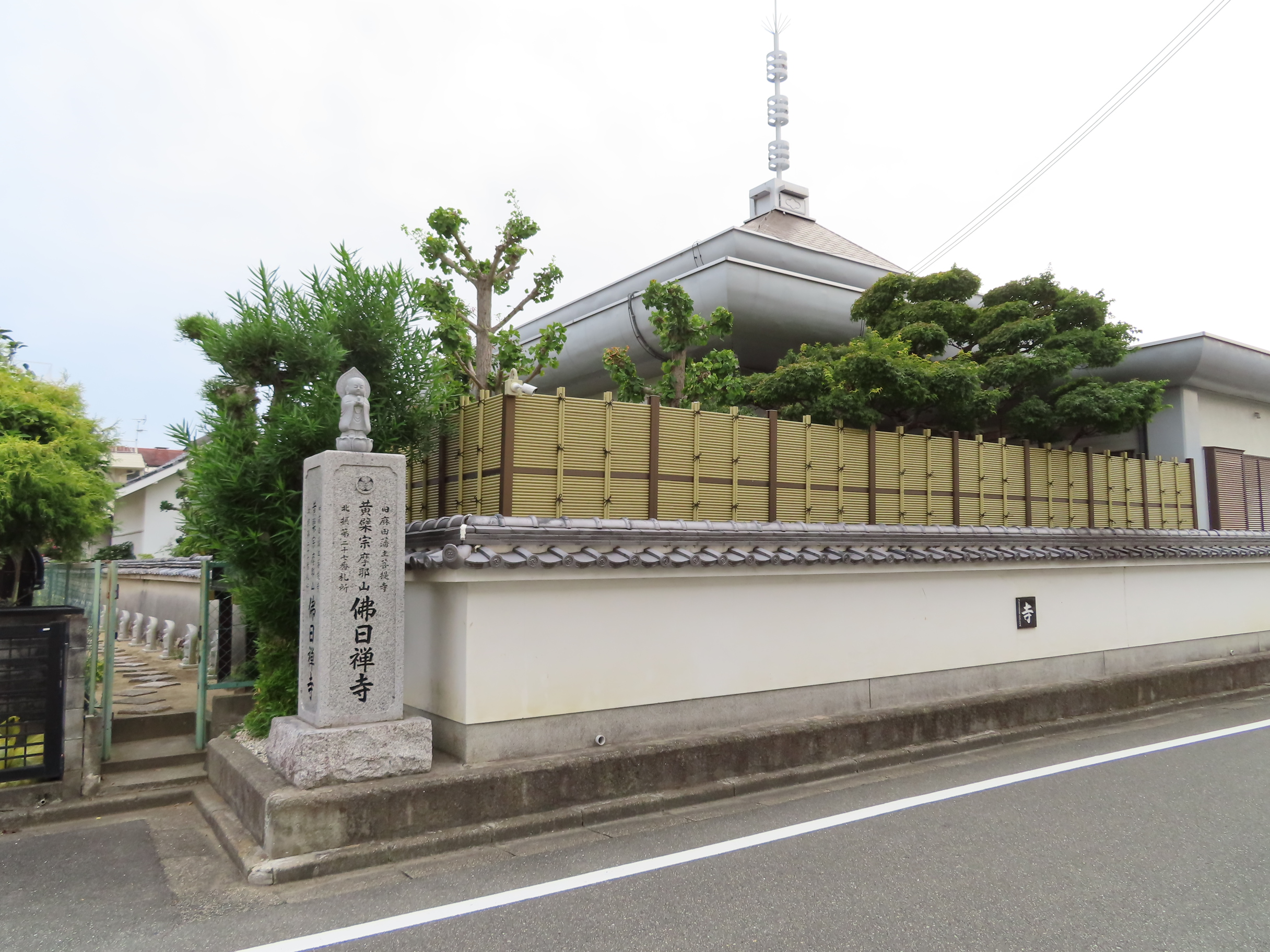
仏日寺

元和元年（1615年）7月、青木一重は旧主である徳川家康に召し出され、豊臣家から与えられた旧領をそのまま領有することが認められた。このときの知行地は、摂津国豊島郡・菟原郡、備中国後月郡・小田郡・浅口郡、および伊予国内に1万2000石余であり、麻田に陣屋を構えた。麻田藩の立藩である。その後元和3年（1617年）までの間に、一重は弟の可直に父の遺領である牧荘や筒井など2000石を分知したため、麻田藩の石高は1万石となった。

#### 2代藩主・青木重兼
元和5年（1619年）、一重は可直の子の重兼を養嗣子にして跡を継がせた。寛永3年（1626年）に伊予国の所領は摂津国豊島郡・川辺郡内に移された。またこの際に摂津国莵原郡内の所領も豊島郡・川辺郡内に領地替えとなった。重兼は来日した黄檗宗の僧・隠元隆琦の教えを受けた人物で、宇治に黄檗山万福寺が建立された際には建立奉行を務めた。また、承応3年（1654年）には領内の東畑村に仏日寺（黄檗宗）を建立し、青木家の菩提寺とした。
寛文2年（1662年）、多田銀銅山周辺の村々が銀山付村に設定された際に、麻田藩領であった川辺郡上佐曽利・下佐曽利（以上宝塚市）・林田・笹尾（以上猪名川町）および豊島郡上止々呂美村（箕面市）も収公され、替地として川辺郡北村・大鹿村（伊丹市）が与えられた。

#### 3代藩主以降
寛文12年（1672年）、重兼は婿養子の青木重正（重成）に家督を譲った。重正は大番頭や側衆を務め、将軍徳川綱吉から厚い信任を受けた。元禄6年（1693年）8月15日に69歳で亡くなったが、この時も綱吉から侍医の森雲仙らを派遣されている。
寛政年間、10代藩主・青木一貞の時代には藩校として直方堂が設立された。
明治4年（1871年）に廃藩置県を迎え、麻田藩は廃止された。

### 麻田県
廃藩置県により麻田県が設置され、旧藩庁が県庁となった。管轄地は摂津国豊島・川辺2郡内18か村の1万余石。同年11月の府県統合に伴い、大阪府に統合された。

## 歴代藩主

### 青木家
外様 1万2千石 （元和元年（1615年） - 1871年（明治4年））
1. 一重（かずしげ）〔従五位下・民部少輔〕
2. 重兼（しげかね）〔従五位下・甲斐守〕
3. 重正（しげまさ）〔従五位下・甲斐守〕
4. 重矩（しげのり）〔従五位下・甲斐守〕
5. 一典（かづつね）〔従五位下・甲斐守〕
6. 一都（かづくに）〔従五位下・出羽守〕
7. 見典（ちかつね）〔従五位下・内膳正〕
8. 一新（かづよし）〔従五位下・美濃守〕
9. 一貫（かづつら）〔従五位下・甲斐守〕
10. 一貞（かづさだ）〔従五位下・甲斐守〕
11. 重龍（しげたつ）〔従五位下・駿河守〕
12. 一興（かづおき）〔従五位下・美濃守〕
13. 一咸（かづひろ）〔従五位下・甲斐守〕
14. 重義（しげよし）〔従五位下・民部少輔〕

藩主青木家は華族に列し、1884年（明治17年）の華族令でに子爵に叙爵された。

## 幕末の領地
- 摂津国
  - 豊島郡のうち - 15村
  - 川辺郡のうち - 13村[注釈 8]
- 備中国
  - 小田郡のうち - 2村
  - 後月郡のうち - 6村
  - 浅口郡のうち - 3村

## 文化・経済・人物

### 黄檗宗との関係

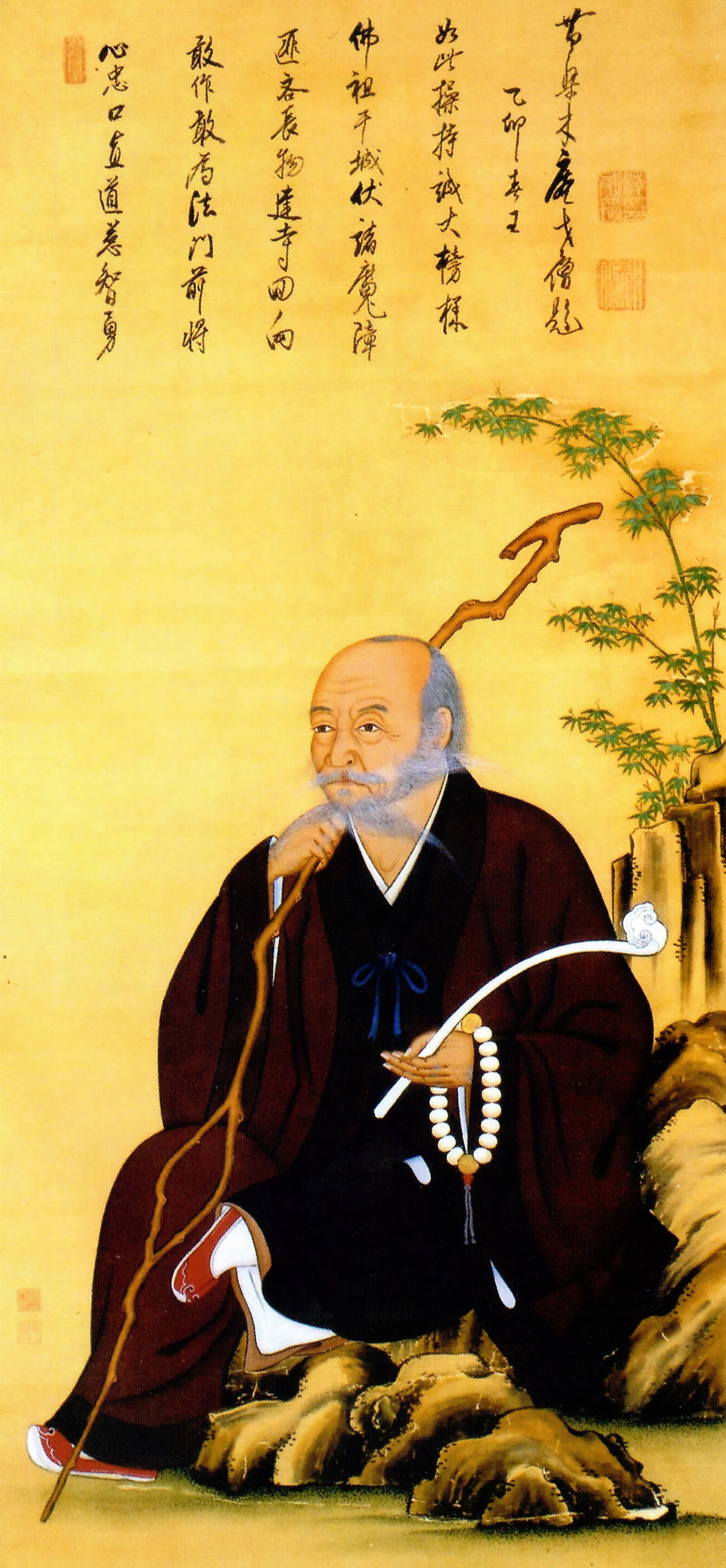
青木重兼

2代藩主・青木重兼は隠元に帰依し、その活動を支えた。重兼は領内の畑村（現在の大阪府池田市畑）に仏日寺を建立して寺領200石を寄進したほか、宇治の萬福寺大雄宝殿の造営奉行を務め、また江戸白金に瑞聖寺、藩領の摂津国川辺郡末吉村（現在の兵庫県三田市末吉）に方広寺を建立した。隠居した重兼は出家し、方広寺の住職となった。
青木重兼の活動は「黄檗宗の日本での確立、形成期にあってなくてはならないもの」と評され、隠元と親密であった後水尾天皇や、老中（大老）酒井忠勝ら有力幕閣との人脈も生じたと考えられる。一方、1万石の小藩にとっては過大な財政的負担が生じたともされ、これが藩財政窮迫の一因ともされる。

### 藩校
寛政年間、10代藩主・青木一貞の時代に、藩校として直方堂が設立された。設立当初は漢学が教授された。天保年間には習字・算数・礼法が加わった。明治2年には「文武局」と改められた。

### 経済
藩財政は江戸時代中期以降窮迫した。近郷の豪農や大坂からの借金を行い、酒や油などの必需品の領内生産の奨励、藩札の発行等の策を講じたが、江戸時代幕末期になると藩財政も支配地の有力領民に管理されるようになった。

### ゆかりの人物
『信長公記』などの著者として知られる太田牛一の子・太田牛次は、七手組の青木一重の組下となり、のちに青木一重の家臣となって子孫は麻田藩士となった。仏日寺には太田家の墓があり、家祖である牛一も供養されている。太田家が伝来して来た資料は大阪歴史博物館に寄託されている。
筑後国出身の医師・園井東庵（1718年 - 1787年）は麻田藩に藩医として仕えたのち、住民の治療に当たった。貧しい者からは治療費を取らず、「義斎明神」とあがめられた。天保6年（1835年）成立の『百家琦行伝』には、東庵に関する様々な逸話が載せられる。
藩領の東市場村（現在の池田市天神周辺一帯）の豪農・岸上家からは、忠太夫・治左衛門の兄弟が出て寛政元年（1789年）以後麻田藩に登用され、財政・政治面で活躍した。かれらの弟である小右衛門（大根屋小右衛門、石田敬起）は諸藩や西本願寺の財政改革で著名な人物であり、郷里を治める麻田藩でも財政改革にたずさわっている
麻田藩領であった備中国浅口郡浜中村（現在の岡山県浅口郡里庄町浜中）で代々庄屋を務めていたのが仁科家である。仁科存本（ありもと）は周辺地域の河川工事や新田開発で功績を挙げた人物で、天保13年（1842年）に麻田藩飛地領の代官に任じられて4か村を支配した。物理学者の仁科芳雄は存本の孫にあたる。仁科家が庄屋として暮らしていた屋敷は「仁科芳雄博士生家」として一般公開されている。